# Cytaeis nassa
Cytaeis nassa är en nässeldjursart som beskrevs av Wilfrid Arthur Millard 1959. Cytaeis nassa ingår i släktet Cytaeis och familjen Cytaeididae. Inga underarter finns listade i Catalogue of Life.